# Cristian, Brașov
Cristian (în germană Neustadt im Burzenland, în maghiară Keresztényfalva) este o comună în județul Brașov, Transilvania, România, formată numai din satul de reședință cu același nume.

## Demografie
Componența etnică a comunei Cristian
     Români (84,85%)
     Maghiari (1,29%)
     Alte etnii (1,19%)
     Necunoscută (12,67%)
Componența confesională a comunei Cristian
     Ortodocși (76,86%)
     Romano-catolici (2,07%)
     Fără religie (1,02%)
     Alte religii (5,58%)
     Necunoscută (14,48%)
Conform recensământului efectuat în 2021, populația comunei Cristian se ridică la 6.292 de locuitori, în creștere față de recensământul anterior din 2011, când fuseseră înregistrați 4.490 de locuitori. Majoritatea locuitorilor sunt români (84,85%), cu o minoritate de maghiari (1,29%), iar pentru 12,67% nu se cunoaște apartenența etnică. Din punct de vedere confesional, majoritatea locuitorilor sunt ortodocși (76,86%), cu minorități de romano-catolici (2,07%) și fără religie (1,02%), iar pentru 14,48% nu se cunoaște apartenența confesională.

## Politică și administrație
Comuna Cristian este administrată de un primar și un consiliu local compus din 15 consilieri. Primarul, Gicu Cojocaru[*], de la Partidul Național Liberal, este în funcție din 2016. Începând cu alegerile locale din 2024, consiliul local are următoarea componență pe partide politice:
|  | Partid                    | Consilieri | Componența Consiliului | Componența Consiliului | Componența Consiliului | Componența Consiliului | Componența Consiliului | Componența Consiliului | Componența Consiliului | Componența Consiliului |
|  | ------------------------- | ---------- | ---------------------- | ---------------------- | ---------------------- | ---------------------- | ---------------------- | ---------------------- | ---------------------- | ---------------------- |
|  | Partidul Național Liberal | 8          |                        |                        |                        |                        |                        |                        |                        |                        |
|  | Alianța Dreapta Unită     | 4          |                        |                        |                        |                        |                        |                        |                        |                        |
|  | Partidul Social Democrat  | 3          |                        |                        |                        |                        |                        |                        |                        |                        |

### Evoluție istorică
| An   | Total | Sași  | Români | Maghiari | Alții |
| ---- | ----- | ----- | ------ | -------- | ----- |
| 1838 | 2.325 | 1.588 | 724    | 13       |       |
| 1875 | 2.308 | 1.447 | 722    | 69       | 70    |
| 1890 | 2.604 | 1.623 | 850    | 131      |       |
| 1930 | 2.873 | 1.528 | 1.138  | 180      | 27    |
| 1992 | 3.764 | 222   | 3.436  | 88       | 18    |

## Istorie
Înființat in prima jumătate a secolului al XIII-lea de coloniștii germani (ulterior deveniți sași), în 1362 Cristianul este pentru prima oară menționat ca Kereztyenfalu, într-o scrisoare a regelui Ludovic de Anjou, mai apoi în 1367 (Villa Cristiani), 1377 (Nova Civitas), și mai târziu, sub diverse denumiri. Numele german Neustadt (oraș nou) este cel mai probabil o corupere a termenului similar Neustatt (loc nou), localitatea nefiind niciodată oraș.
În jurul anului 1270 este construită biserica Sf. Nicolae, mai târziu, biserica evanghelică. De-a lungul timpului, aceasta a suferit numeroase modificări.

## Economie
Economia Cristianului se bazează în principal pe agricultură, comerț și mică industrie. Aici sunt construite subansambluri auto și sunt fabricate uleiuri minerale și sintetice pentru industrie. De asemenea, în localitate se găsește și o fabrică de mobilă.

## Monumente istorice și arii protejate

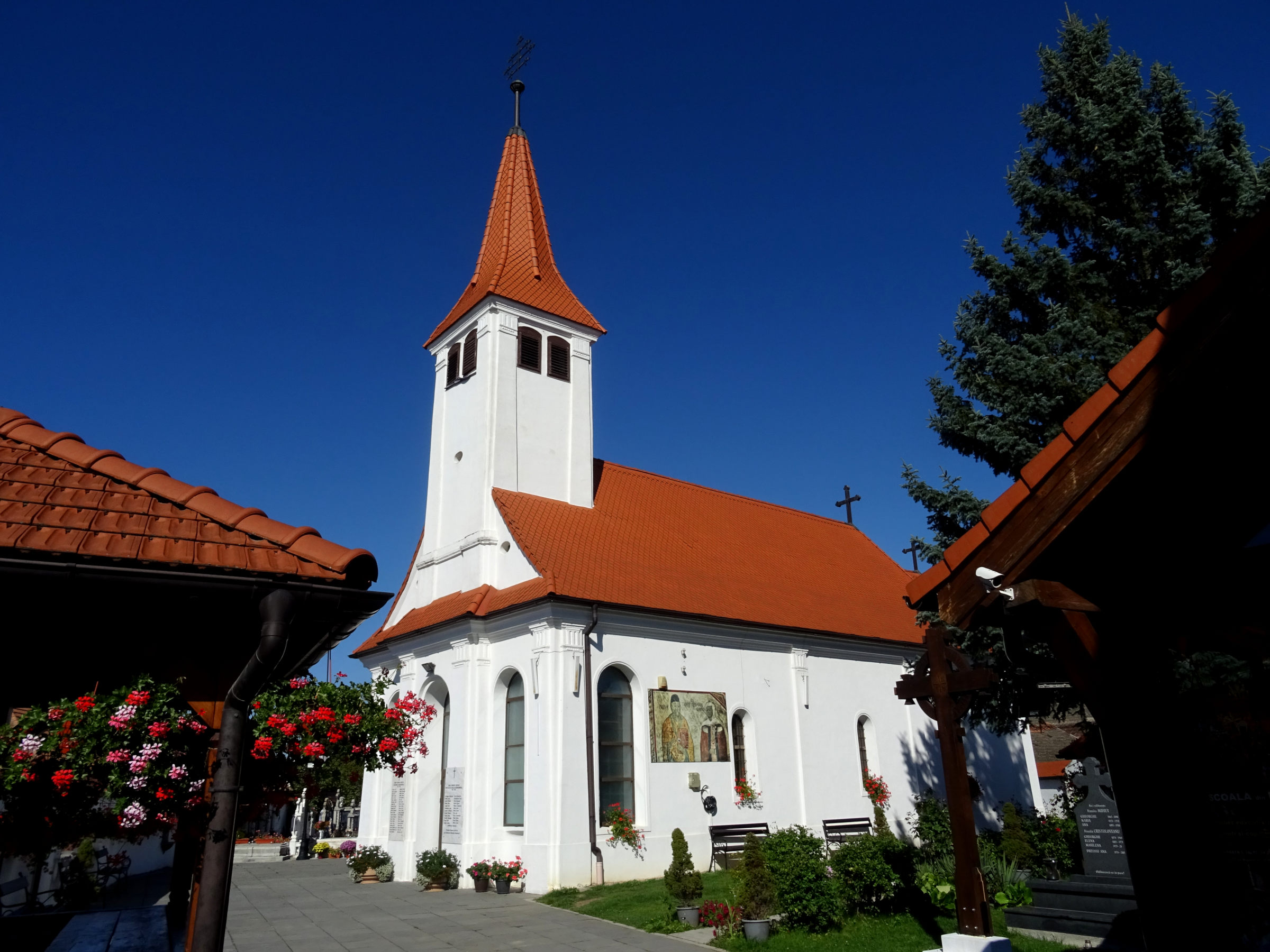
Biserica ortodoxă veche

- Biserica săsească fortificată care se află în centrul satului Cristian. Corpul bazilical inițial a fost ridicat în stil romanic având însă elemente sculpturale de factură gotică(din care se mai păstrează o rozasă integrală și trei chei de boltă decorate cu bustul lui Isus, un Agnus Dei și o floare de cireș) care demonstrează prezenta unui atelier de filiație cisterciană (adică aflat sub influența mănăstirii de la Cârța). Toate aceste elemente împing datarea bisericii vechi către prima jumătate a secolului al XIV-lea. În prima jumătate a secolului al XIX-lea biserica a fost reclădită în stil neoclasic (specific transilvănean) în urma dărâmării parțiale, dar și cu scopul lărgirii, în noua clădire fiind incorporat, pe lângă elementele decorative menționate mai sus, și portalul vestic în stil romanic cât și piatra de mormânt a preotesei Anna May (1631) salvate de la biserica inițială. Fortificația ce împrejmuiește biserica a fost construită în prima jumătate a secolului al XV-lea sub forma unei incinte ovale cu opt turnuri și un bastion pe poartă (transformat în secolul al XIX-lea în casă parohială) dublată de un zid mai jos (zwinger)și de un șanț cu apă (astăzi acoperit). Pe latura estică a fortificației, în exterior, s-a construit cimitirul evanghelic (datat 1826). În prezent tot ansamblul se află într-o bună stare de conservare.
- Biserica ortodoxă, construită în stil neogotic în 1795 este un alt monument însemnat al satului. Bolțile naosului și altarul sunt acoperite cu picturi murale datând din 1821 (pictor: Stoica Popovici). De asemenea, în biserică se găsesc icoane „împărătești” pictate în 1770, precum și potirul executat de atelierul de argintărie al lui Constantin Brâncoveanu, anume Beckner (datat 1793).
- Monumentul Eroilor Români din Al Doilea Război Mondial. Troița este amplasată într-un parc, de-a lungul Drumului Național. Aceasta a fost realizată în anii 1945-1946, de către Regimentul 89 Infanterie Brașov, în memoria slt. (r). Grecu Gherasim, căzut în Al Doilea Război Mondial. Monumentul este realizat din lemn, situat pe un soclu din beton și are o înălțime de 3,5 m.
- Datorită vechimii, multe case din Cristian au fost declarate monumente arhitectonice.
- În apropierea Cristianului, se află o pădure de stejari, cu unii copaci de peste 400 de ani. Aceasta este declarată monument al naturii, fiind protejată de lege. Reprezintă ultima rămășiță a unei vechi păduri ce se întindea în această zonă a Țării Bârsei, de aici provenind și simbolul care se află pe stema Cristianului.

## Personalități
- Michael Fronius (1675 – 1728), senator și căpitan al orașului Brașov;
- Liviu Galaction Munteanu (1898 - 1961), preot ortodox, canonizat ca sfânt;
- Hans Hermannstädter (1918 - 2006), handbalist;
- George Ciucu (1927 - 1990), matematician;
- Emil Dima (n. 1997), ciclist.

## Primarii comunei
- 1996[7] - 2000 - Podar Gheorghe, de la Partidul Liberal 1993
- 2000[8] - 2004 - Dragoș Serafim, de la PDSR
- 2004[9] - 2008 - Dragoș Serafim, de la PSD
- 2008[10] - 2012 - Dragoș Serafim, de la PSD
- 2012[11] - 2016 - Dragoș Serafim, de la USL
- 2016[12] - 2020 - Cojocaru Gicu, de la PNL
- 2020[13] - 2024 - Cojocaru Gicu, de la PNL

## Galerie de imagini

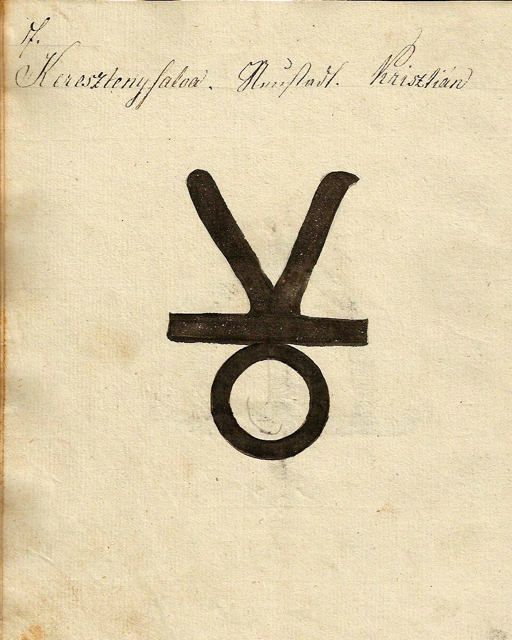
1826 - Danga pentru vitele din Cristian
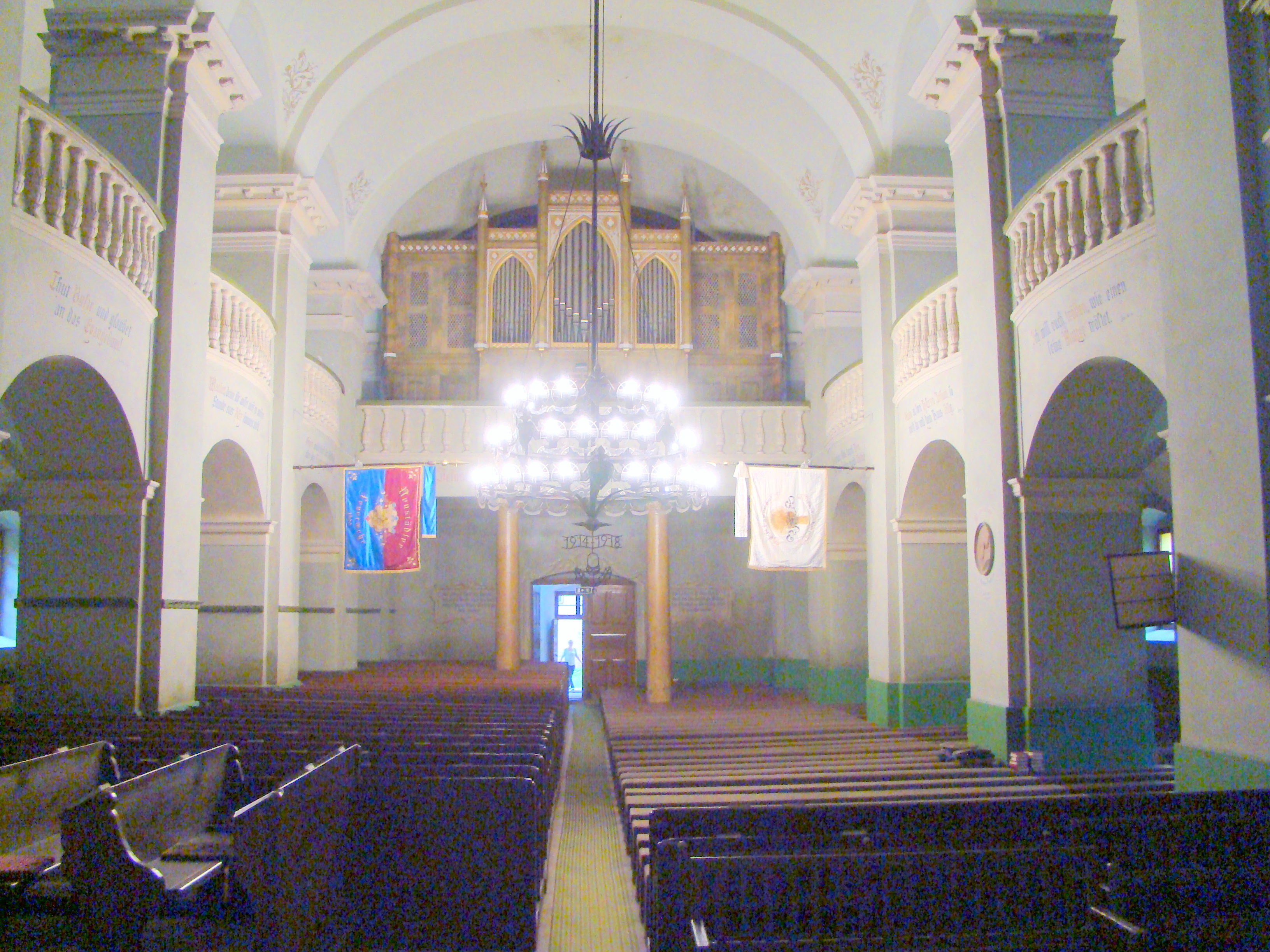
Biserica evanghelică (monument istoric)
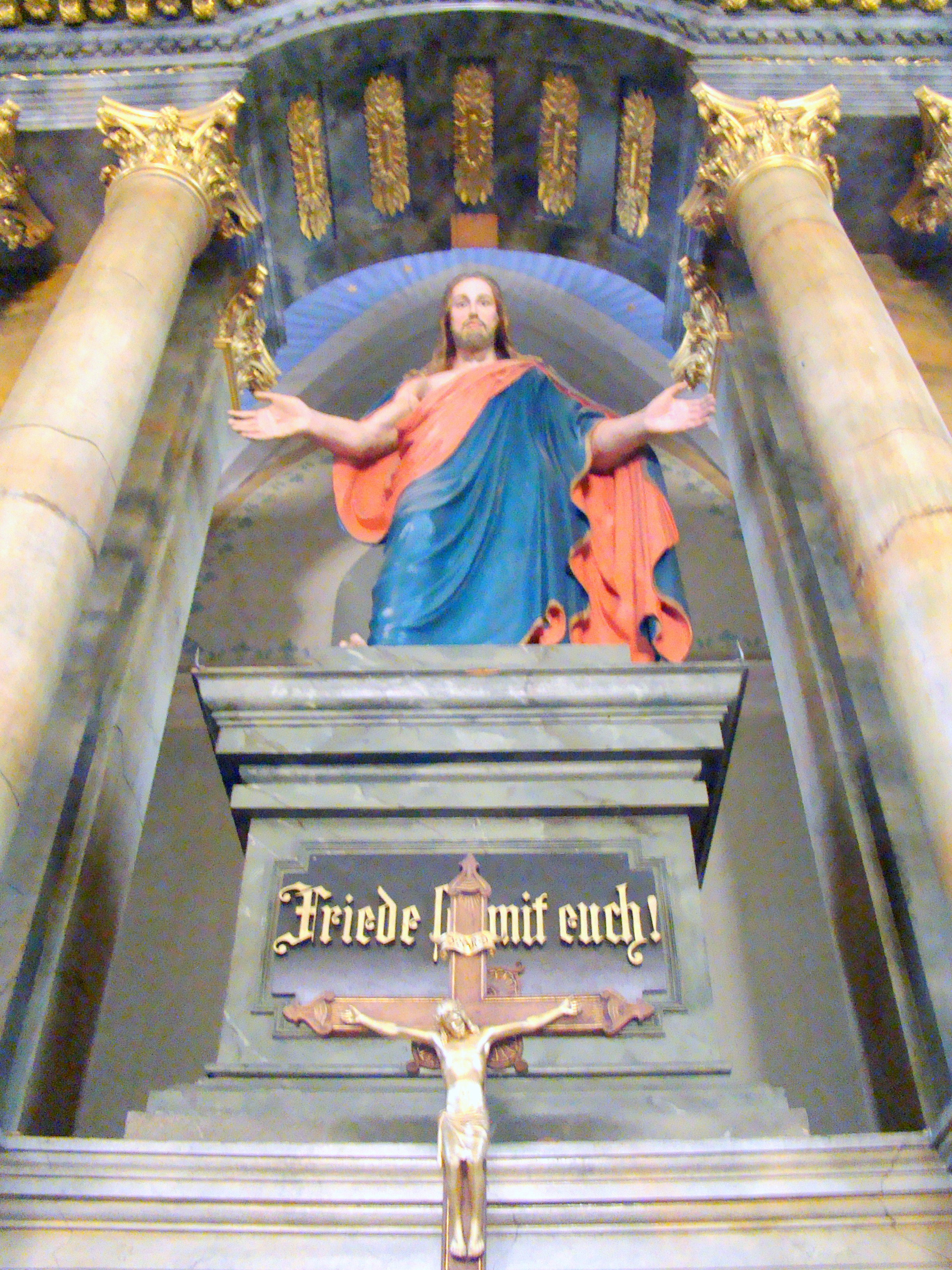
Altarul bisericii evanghelice
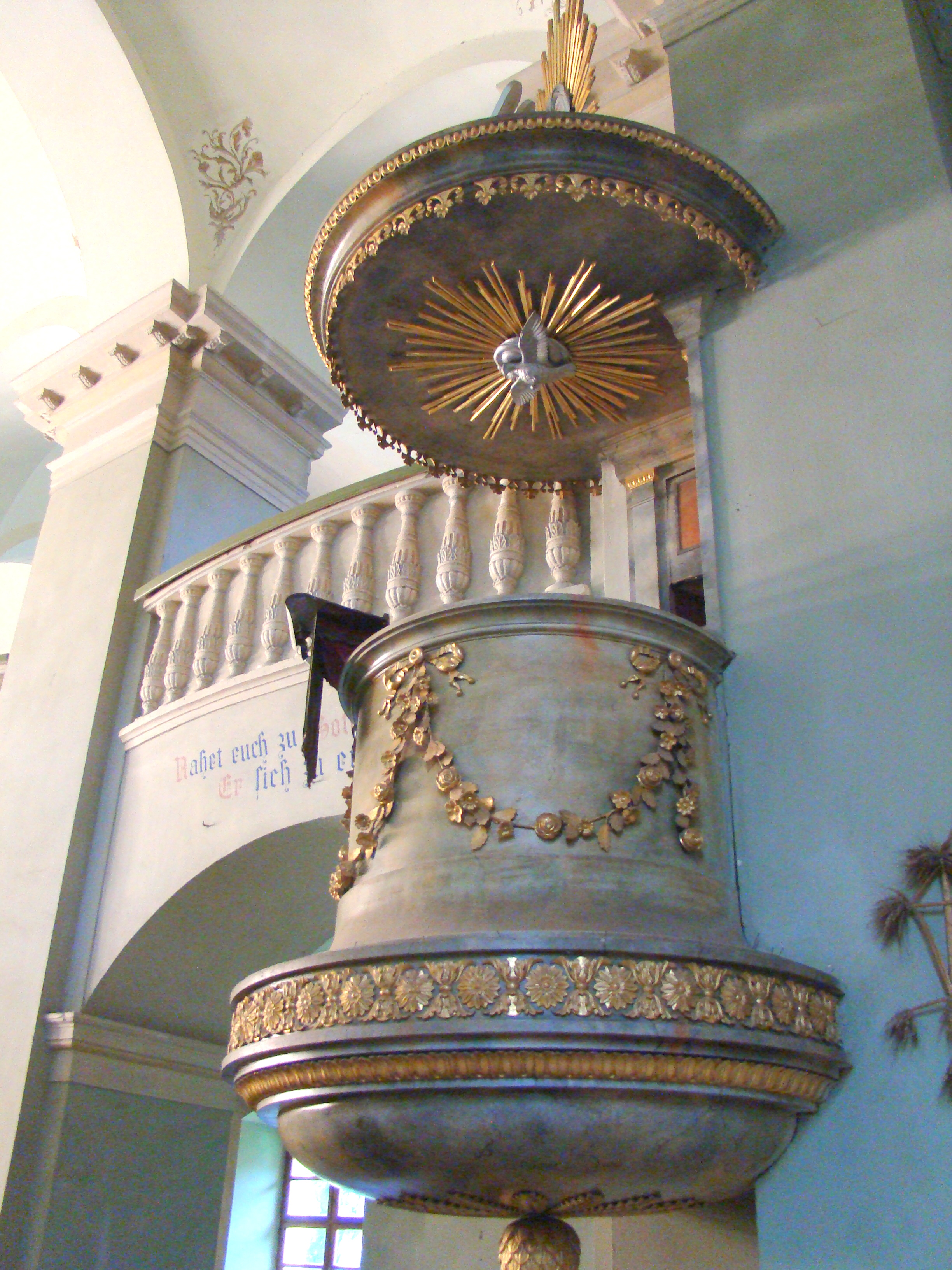
Amvonul
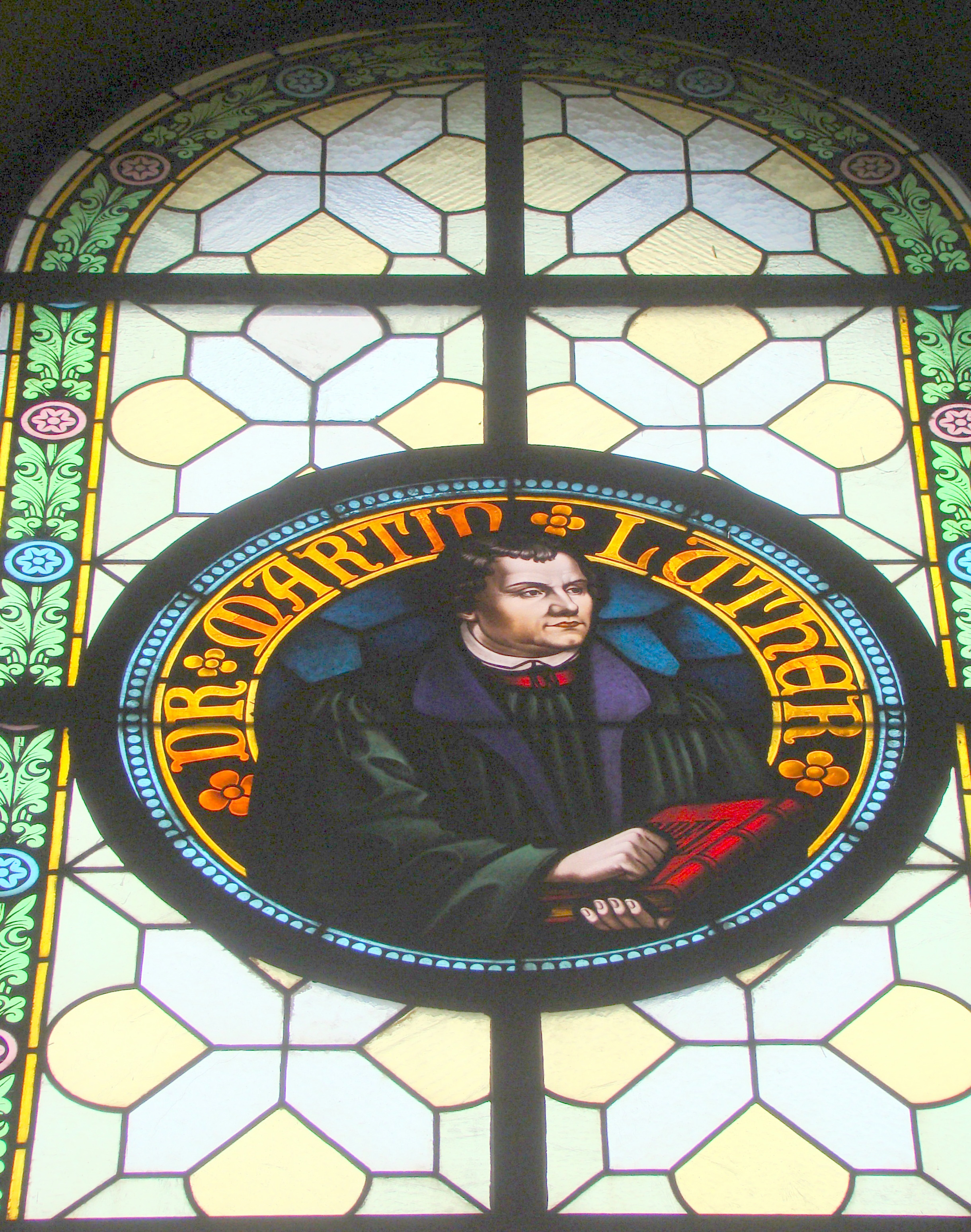
Vitraliu
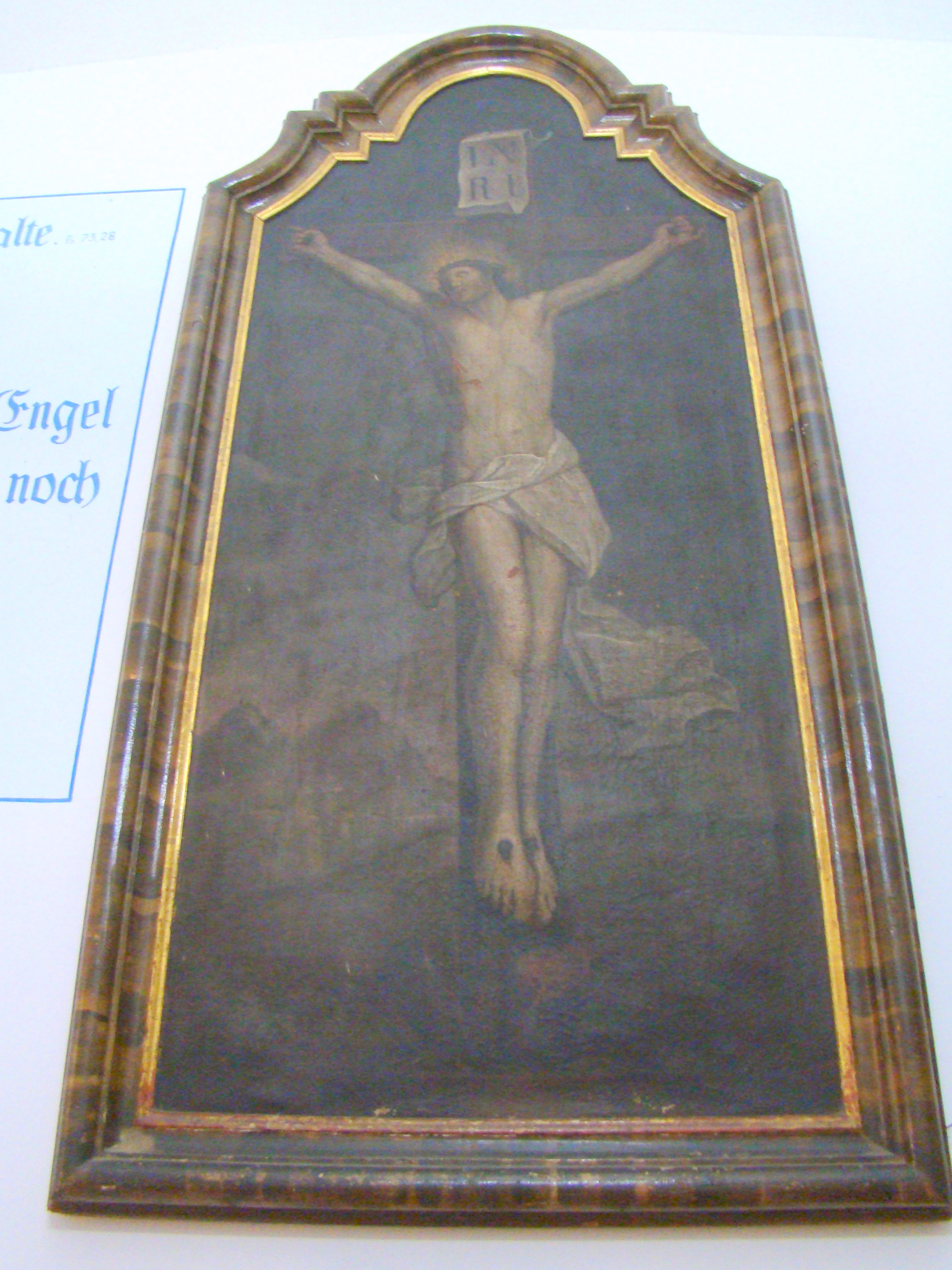
Tabloul vechiului altar
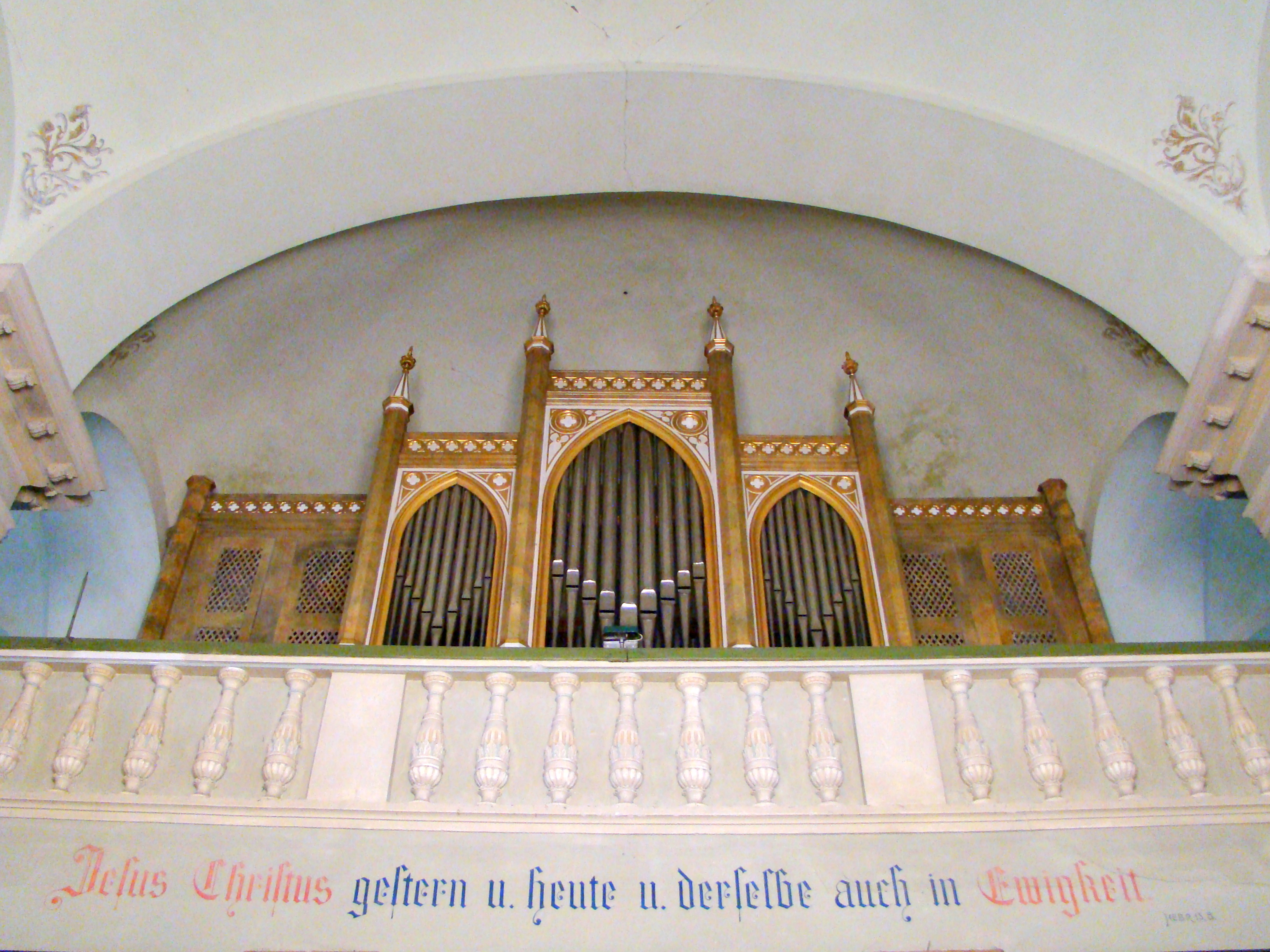
Orga construită de Heinrich Maywald în 1842, refăcută de Carl Einschenk în 1909
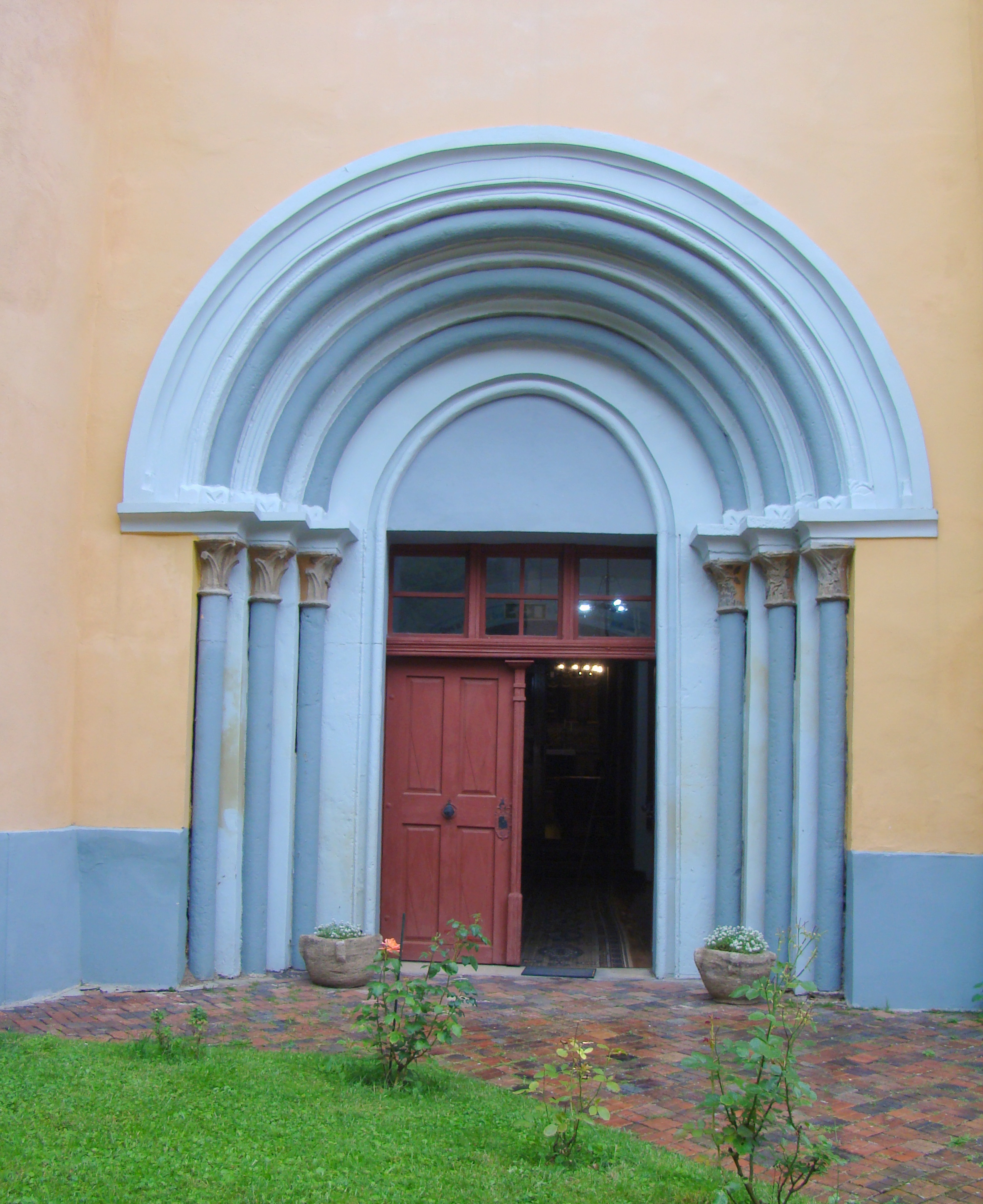
Portalul romanic al laturii de vest
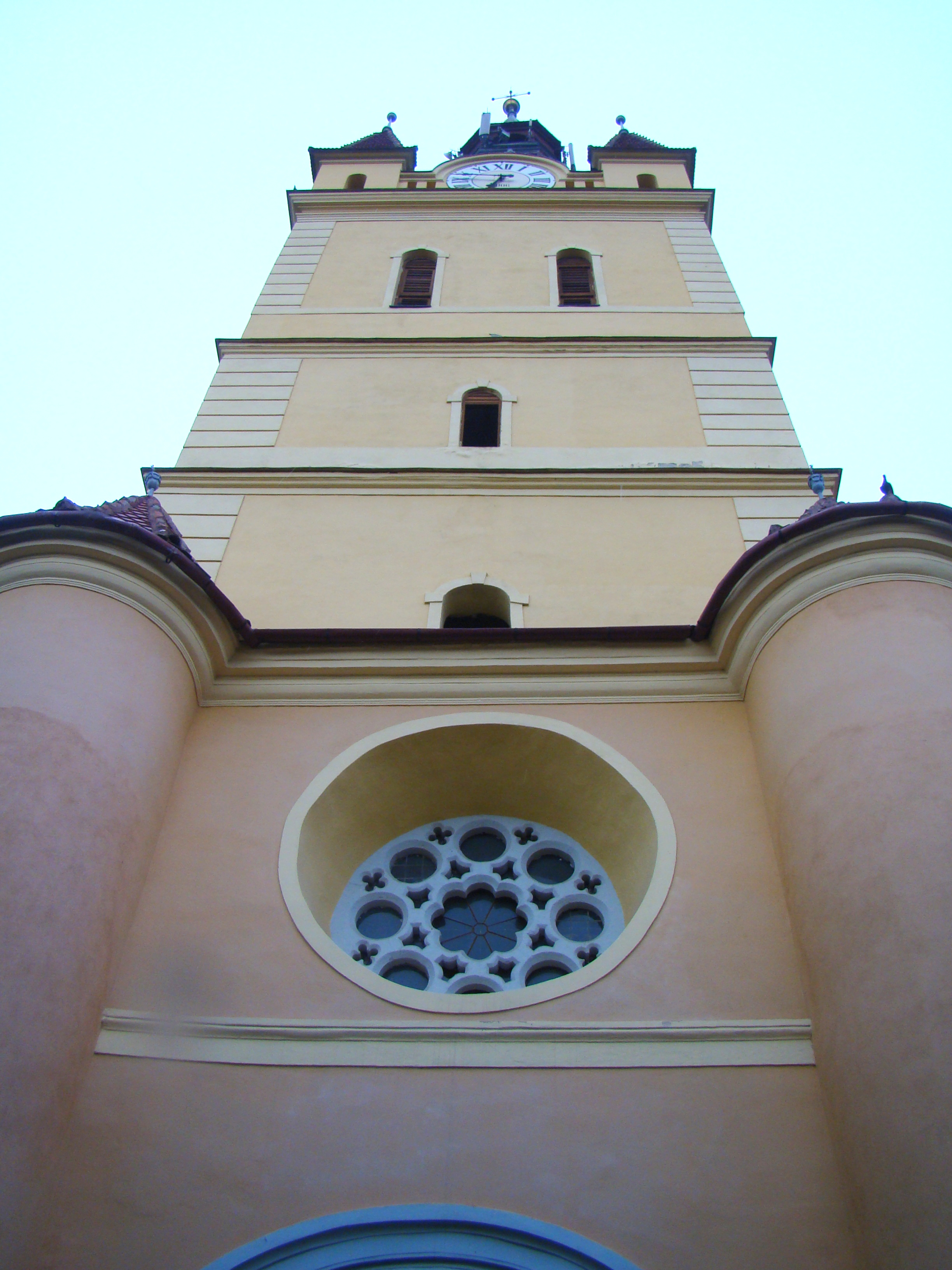
Turnul-clopotniță